# Paraleptosphaeroma indica
Paraleptosphaeroma indica är en kräftdjursart som beskrevs av Mueller1990. Paraleptosphaeroma indica ingår i släktet Paraleptosphaeroma och familjen klotkräftor.
Artens utbredningsområde är Madagaskar. Inga underarter finns listade i Catalogue of Life.